# خرچنگ شناگر بروک
خرچنگ شناگر بروک (نام علمی: Portunus brockii) نام یک گونه از سرده خرچنگ‌های شناگر است.